# John Agar
John George Agar (Chicago, 31 de Janeiro de 1921 – Burbank, 7 de abril de 2002) foi um ator estadunidense nascido em Chicago, Illinois. Ele ficou famoso por ter se casado com a ex-atriz infantil Shirley Temple e se tornou ator até que o alcoolismo arruinou seu casamento e sua carreira.
Era o mais velho de quatro filhos de um açougueiro local. Trabalhou junto a John Wayne nos filmes Sands of  Iwo Jima (Areias Sangrentas) e She Wore a Yellow Ribbon (A Legião invencível).
Agar se educou na Harvard School for Boys e na Academia Lake Forest, en Chicago, e se graduou na Pawling Preparatory School de Pawling, Nova York. Com sua família se mudou para Los Angeles em 1942, depois da morte de seu pai. Durante a Segunda Guerra Mundial serviu com as forças aéreas, e deixou as  forças armadas em 1946 com o grado de sargento.
Em 1943, Agar e Temple se conheceram quando ele trabalhava como professor de educação física e em 1945 se casaram numa cerimônia lotada de celebridades, custeada pelo produtor de cinema David O. Selznick. Graças a sua boa aparência, e quase contra sua vontade, Agar se tornou ator pelas mãos do produtor. Ele atuou ao lado de Temple em dois filmes, Sangue de Heróis (Fort Apache) (1948) e Uma Aventura em Baltimore (1949). Tiveram uma filha em 1948 chamada Linda Susan Agar, (conhecida mais tarde como Susan Black, por usar o sobrenome de seu padrastro, Charles Alden Black). Mas desperdiçou esta oportunidade  ao começar a frequentar centros noturnos e ser preso várias vezes por dirigir bêbado. Por causa do alcoolismo e da infidelidade do marido, a atriz pediu o divórcio em 1949. A carreira de Agar declinou para os filmes B, como Tarântula e A Vingança do Monstro. Seu último filme relativamente importante foi a versão de King Kong rodada em 1976. Em seguida, Agar passou a vender apólices de seguros.
Depois de seu divórcio de Temple, Agar casou-se com a modelo Loretta Combs e passou a freqüentar os Alcoólicos, continuando até o fim da vida. Permaneceram juntos até a morte da esposa em 2000. Tiveram dois filhos: Martin Agar e John G. Agar III.
Agar faleceu em 7 de abril de 2002 em Burbank, California, por complicações derivadas de um enfisema. Foi enterrado junto a sua mulher no cemitério Riverside Nacional, em Riverside (California).